# Wisteria sinensis
La glicina o glícine a l'Alguer (Wisteria sinensis o Glycine sinensis), també anomenada anglesina, és una planta perenne llenyosa, caducifòlia i enfiladissa molt emprada en jardineria, apreciada per les seves flors abundants. És nativa de les províncies xineses de Guangxi, Guizhou, Hebei, Henan, Hubei, Shaanxi, i Yunnan, però avui es cultiva arreu del món on el clima ho permet.
Pot fer de 20 a 30 m de llargada. Les fulles són de fins a 25 cm, compostes imparipinnades. Els folíols són de 2 a 6 cm. Les flors pengen en raïms; són fragants i, típicament, tenen un color lila, però també poden ser blanques o blaves. Floreixen a la primavera. El seu fruit és un llegum.
La glicina resisteix força el fred (Zona climàtica de resistència 5-9) i prefereix els sòls humits. Floreix només passat el període juvenil, cosa en la qual pot emprar molts anys. Pot viure més de cent anys.
Totes les parts de la planta tenen el glucòsid anomenat, en anglès, wisterin, què resulta tòxic si s'ingereix. Aquest glucòsid ha causat enverinaments en infants en molts països, produint gastroenteritis.
Ha passat a ser una planta invasora en alguns llocs, com ara moltes parts de l'est dels Estats Units, on el clima s'assembla molt al de la Xina.

## Galeria

Glicina al Jardí Tsubo-en Zen a Lelystad, Països Baixos.
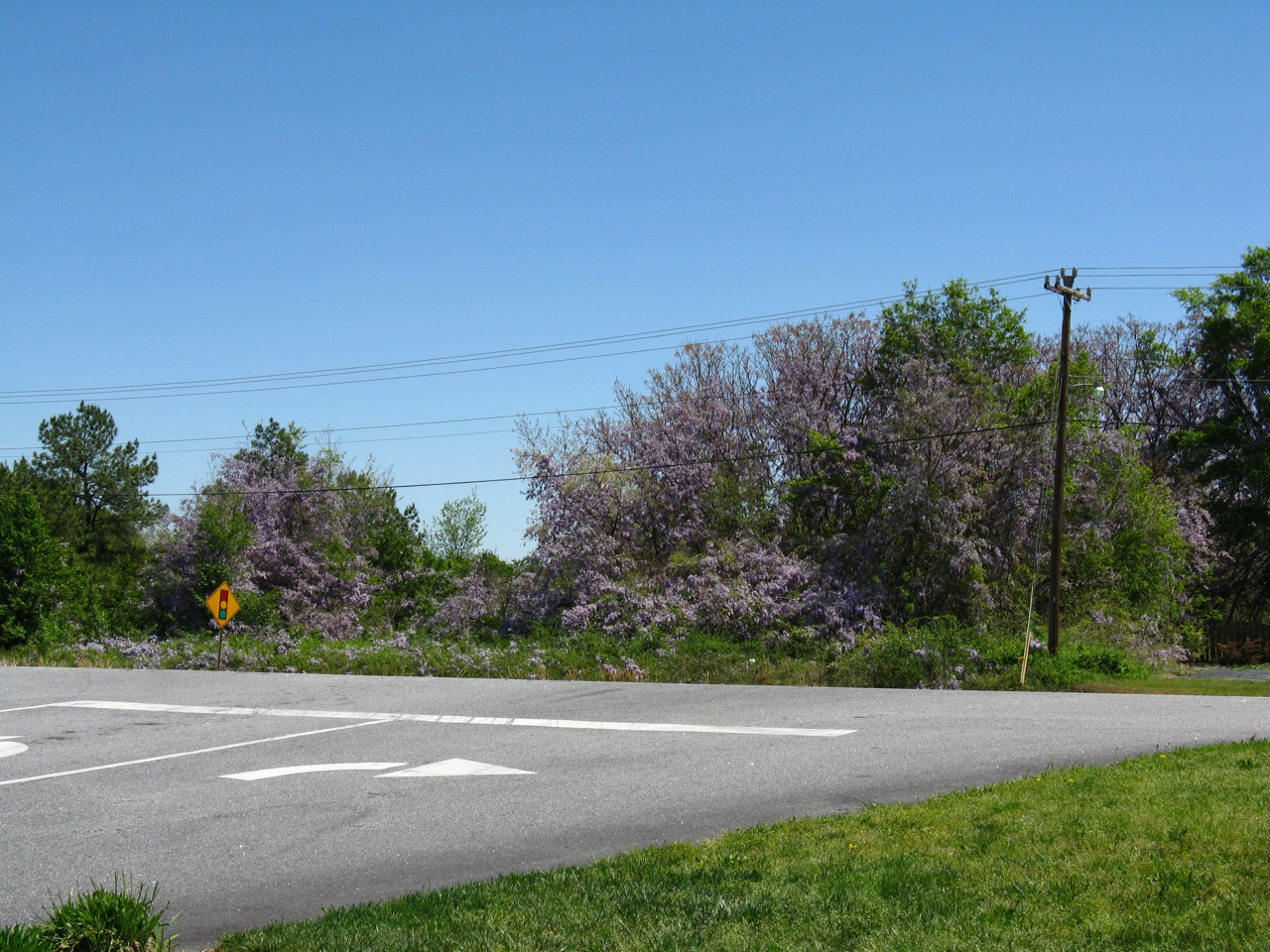
Glicina que creix salvatge, com a planta invasora, al costat de la carretera a Carolina del Sud, EUA.